# 高碑店地区
高碑店地区是中华人民共和国北京市朝阳区的一个地区办事处，同时保留高碑店乡名称，其行政事务机构实行“一套人马，两块牌子”的体制，地区办事处与乡政府合署办公。
高碑店地区西到八里庄街道，北至平房地区，南与南磨房、豆各庄、王四营地区相临，东至三间房。面积15.08平方公里，人口10.5万人。

## 历史

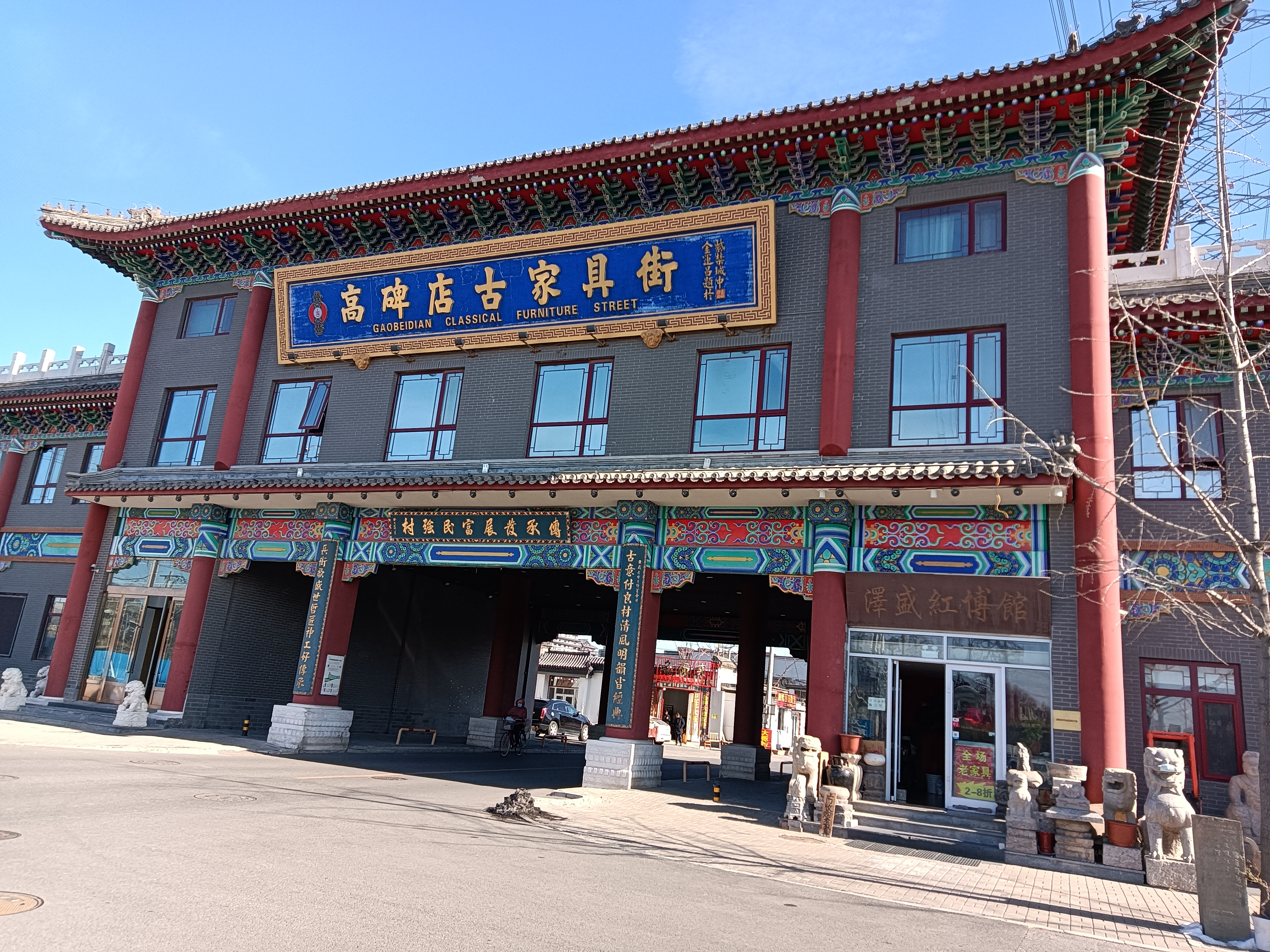
高碑店古家具一条街

1993年3月设置地区办事处。

## 下辖社区
高碑店地区目前下辖的社区有：
- 高碑店社区
- 东大楼社区
- 西店社区
- 方家村社区
- 小郊亭社区
- 半壁店社区
- 高井社区
- 大黄庄社区
- 花园北里社区
- 康家园第一社区
- 康家园第三社区
- 通惠家园社区
- 通惠家园东社区
- 甘露园第二社区
- 力源里社区
- 花园北里南区社区
- 教师楼社区
- 妇联社区
- 八里庄第一社区
- 八里庄第二社区
- 民航社区
- 一机床社区
- 兴隆家园社区
- 电建（火电）社区
- 甘露园南里三区社区
- 北花园村社区
- 高碑店村社区
- 八里庄村社区
- 高井村社区
- 高壁店村社区
- 甘露园社区
- 丽景馨居社区
- 北花园社区
- 太平庄社区
- 高碑店古街社区
- 汇星苑社区

另有四个村委会：高井村、北花园村、高碑店村、半壁店村。